# Christopher Fairbank
Christopher Fairbank (Clavering, 4 ottobre 1953) è un attore britannico.

## Filmografia parziale

### Cinema
- Il segreto di Agatha Christie (Agatha), regia di Michael Apted (1979)
- Alla 39ª eclisse (The Awakening), regia di Mike Newell (1980)
- Plenty, regia di Fred Schepisi (1985)
- La guerra di Hanna (Hanna's War), regia di Menahem Golan (1988)
- Venus Peter, regia di Ian Sellar (1989)
- Batman, regia di Tim Burton (1989)
- Cacciatore bianco, cuore nero (White Hunter Black Heart), regia di Clint Eastwood (1990)
- Amleto (Hamlet), regia di Franco Zeffirelli (1990)
- Alien³, regia di David Fincher (1992)
- Il quinto elemento (Le cinquième élément), regia di Luc Besson (1997)
- The Bunker, regia di Rob Green (2001)
- Valiant - Piccioni da combattimento (Valiant), regia di Gary Chapman (2005) - voce
- Goal!, regia di Danny Cannon (2005)
- Wallace & Gromit - La maledizione del coniglio mannaro (The Curse of the Were-Rabbit), regia di Steve Box e Nick Park (2005) - voce
- Giù per il tubo (Flushed Away), regia di David Bowers e Sam Fell (2006) - voce
- Pirati dei Caraibi - Oltre i confini del mare (Pirates of the Caribbean: On Stranger Tides), regia di Rob Marshall (2011)
- Il cacciatore di giganti (Jack the Giant Slayer), regia di Bryan Singer (2013)
- Guardiani della Galassia (Guardians of the Galaxy), regia di James Gunn (2014)
- Hercules: il guerriero (Hercules), regia di Brett Ratner (2014)
- Lady Macbeth, regia di William Oldroyd (2016)
- Papillon, regia di Michael Noer (2017)
- Pirati dei Caraibi - La vendetta di Salazar (Pirates of the Caribbean: Dead Men Tell No Tales), regia di Joachim Rønning ed Espen Sandberg (2017)
- Walk Like a Panther, regia di Dan Cadan (2018)
- Iron Mask - La leggenda del dragone (Тайна печати дракона), regia di Oleg Stepchenko (2019)
- The Show, regia di Mitch Jenkins (2020)
- All My Friends Hate Me, regia di Andrew Gaynord (2021)
- Guardiani della Galassia Vol. 3, regia di James Gunn  (2023)
- La sirenetta (The Little Mermaid), regia di Rob Marshall (2023)

### Televisione
- Z Cars – serie TV, episodio 13x5 (1978)
- I Professionals (The Professionals) – serie TV, episodio 3x01 (1979)
- Zaffiro e Acciaio (Sapphire & Steel) – serie TV, 4 episodi (1982)
- Assassinio allo specchio (Murder with Mirrors), regia di Dick Lowry – film TV (1985)
- L'asso della Manica (Bergerac) – serie TV, episodio 5x03 (1987)
- Casualty – serie TV, episodio 2x02 (1987)
- Ispettore Morse (Inspector Morse) – serie TV, episodio 8x01 (1995)
- Testimoni silenziosi (Silent Witness) – serie TV, episodi 2x07-2x08 (1997)
- In the Beginning - In principio era (In the Beginning) – serie TV, episodi 1x01-1x02 (2000)
- L'ispettore Barnaby (Midsomer Murders) – serie TV, episodio 10x8 (2007)
- Tess dei d'Urberville (Tess of the D'Urbervilles) – serie TV, 4 episodi (2008)
- Merlin – serie TV, episodio 1x09 (2008) - voce
- Lennon Naked - Essere John Lennon (Lennon Naked), regia di Edmund Coulthard – film TV (2010)
- L'ispettore Gently (Inspector George Gently) – serie TV, episodio 5x02 (2012)
- Doctor Who – serie TV, episodio 8x09 (2014)
- Wolf Hall – serie TV, episodi 1x01-1x05 (2015)
- Vera – serie TV, episodio 8x03 (2018)
- Andor – serie TV, 3 episodi (2022)

## Doppiatori italiani
Nelle versioni in italiano delle opere in cui ha recitato, Christopher Fairbank è stato doppiato da:
- Gerolamo Alchieri in Tess dei d'Urberville, Papillon
- Pasquale Anselmo in Batman
- Carlo Reali in Amleto
- Vittorio Amandola in Alien³
- Romano Malaspina in The Bunker
- Paolo Marchese in Pirati dei Caraibi - Oltre i confini del mare
- Diego Reggente in Doctor Who
- Oliviero Dinelli in Guardiani della Galassia
- Nino Prester in Lady Macbeth
- Toni Garrani in Andor

Da doppiatore è stato sostituito da:
- Stefano Albertini in Killzone: Liberation